# 태평로 (대전)
태평로(Taepyeong-ro)는 대전광역시 중구 태평동 버드네네거리 에서 태평동를 잇는 도로이다.

## 주요 경유지
대전광역시
- 중구 (태평동)

## 노선
| 이름             | 접속 노선                      | 소재지     | 소재지 | 소재지 | 비고 |
| ---------------- | ------------------------------ | ---------- | ------ | ------ | ---- |
| 버드네 네거리    | 국도 제4호선 (계백로)          | 대전광역시 | 중구   | 태평동 |      |
| (이름없음)       | 문화로                         | 대전광역시 | 중구   | 태평동 |      |
| 삼부아파트네거리 | 평촌로                         | 대전광역시 | 중구   | 태평동 |      |
| 태평오거리       | 동서대로                       | 대전광역시 | 중구   | 태평동 |      |
| (이름없음)       | 대전광역시도 제17호선 (수침로) | 대전광역시 | 중구   | 태평동 |      |
| (이름없음)       | 국도 제32호선 (계룡로)         | 대전광역시 | 중구   | 태평동 |      |

## 주요 건물 및 시설
- 파리바게뜨 대전버드내점 (태평로 14/유천동 326-7)
- 본죽 대전태평점 (태평로 18/유천동 326-8)
- 농협 서대전농협 하나로마트 버드내점 (태평로 15/태평동 422-7)
- 뚜레쥬르 대전버드내점 (태평로 15/태평동 422-7)
- 대전버드내초등학교 (태평로 21/태평동 422-32)
- GS25 태평버드네점 (태평로 26/유천동 326-15)
- 롯데리아 대전버드내점 (태평로 30/유천동 324-22)
- SC제일은행 서대전지점 (태평로 35/태평동 551)
- 스타벅스 대전태평점 (태평로 71/태평동 395-1)
- KT  아이피피 태평로점 (태평로 71/태평동 395-1)
- LG유플러스 태평동 뉴삼부프라자점 (태평로 71/태평동 395-1)
- 아성다이소 대전태평점 (태평로 80/태평동 383-1)
- 하나은행 태평동지점 (태평로 83/태평동 408-11)
- GS25 태평삼부점 (태평로 83/태평동 408-11)